# Zyxomma hova
Zyxomma hova är en trollsländeart som först beskrevs av Martin 1900.  Zyxomma hova ingår i släktet Zyxomma och familjen segeltrollsländor. Inga underarter finns listade i Catalogue of Life.